# Fußball-Europameisterschaft 1992/Gruppe 1
| Pl.                                                                                               | Verein     | Sp. | S | U | N | Tore    | Diff. | Punkte |
| ------------------------------------------------------------------------------------------------- | ---------- | --- | - | - | - | ------- | ----- | ------ |
| 1.                                                                                                | Schweden   | 3   | 2 | 1 | 0 | 004:200 | +2    | 05:10  |
| 2.                                                                                                | Dänemark   | 3   | 1 | 1 | 1 | 002:200 | ±0    | 03:30  |
| 3.                                                                                                | Frankreich | 3   | 0 | 2 | 1 | 002:300 | −1    | 02:40  |
| 4.                                                                                                | England    | 3   | 0 | 2 | 1 | 001:200 | −1    | 02:40  |
| Für die Platzierung 3 und 4 ist die Anzahl der erzielten Tore in allen Gruppenspielen maßgeblich. |            |     |   |   |   |         |       |        |

Gruppe 1 der Fußball-Europameisterschaft 1992:

## Schweden – Frankreich 1:1 (1:0)
| Schweden                                                       | Schweden | Frankreich | Frankreich | Aufstellung                           |
| -------------------------------------------------------------- | --- | --- | ---------- | ------------------------------------- |
| Schweden                                                       | \| 1. Gruppenspieltag \| \| Mittwoch, 10. Juni 1992 um 20:15 Uhr in Solna (Råsundastadion) \| \| Zuschauer: 29.860 \| \| Schiedsrichter: Alexei Spirin ( GUS) \| \| Spielbericht \|                                              | \| 1. Gruppenspieltag \| \| Mittwoch, 10. Juni 1992 um 20:15 Uhr in Solna (Råsundastadion) \| \| Zuschauer: 29.860 \| \| Schiedsrichter: Alexei Spirin ( GUS) \| \| Spielbericht \|                                                                    | Frankreich | Aufstellung Schweden gegen Frankreich |
| Schweden                                                       | Thomas Ravelli – Roland Nilsson, Jan Eriksson, Patrik Andersson, Joachim Björklund – Klas Ingesson, Jonas Thern , Stefan Schwarz, Anders Limpar – Tomas Brolin, Kennet Andersson (74. Martin Dahlin) Cheftrainer: Tommy Svensson | Bruno Martini – Laurent Blanc – Jocelyn Angloma (66. Luis Fernández), Basile Boli, Bernard Casoni, Manuel Amoros – Franck Sauzée, Didier Deschamps, Pascal Vahirua (46. Christian Perez) – Éric Cantona, Jean-Pierre Papin Cheftrainer: Michel Platini | Frankreich | Aufstellung Schweden gegen Frankreich |
| Schweden                                                       | 1:0 Jan Eriksson (24.) | 1:1 Jean-Pierre Papin (58.) | Frankreich | Aufstellung Schweden gegen Frankreich |
| Schweden                                                       | Schwarz (39.), Thern (87.) | Angloma (35.), Cantona (53.) | Frankreich | Aufstellung Schweden gegen Frankreich |
| 1. Gruppenspieltag                                             | | |            |                                       |
| Mittwoch, 10. Juni 1992 um 20:15 Uhr in Solna (Råsundastadion) | | |            |                                       |
| Zuschauer: 29.860                                              | | |            |                                       |
| Schiedsrichter: Alexei Spirin ( GUS)                           | | |            |                                       |
| Spielbericht                                                   | | |            |                                       |

## Dänemark – England 0:0
| Dänemark                                                        | Dänemark | England | England | Aufstellung                        |
| --------------------------------------------------------------- | --- | --- | ------- | ---------------------------------- |
| Dänemark                                                        | \| 1. Gruppenspieltag \| \| Donnerstag, 11. Juni 1992 um 20:15 Uhr in Malmö (Malmö Stadion) \| \| Zuschauer: 26.400 \| \| Schiedsrichter: John Blankenstein ( Niederlande) \| \| Spielbericht \|               | \| 1. Gruppenspieltag \| \| Donnerstag, 11. Juni 1992 um 20:15 Uhr in Malmö (Malmö Stadion) \| \| Zuschauer: 26.400 \| \| Schiedsrichter: John Blankenstein ( Niederlande) \| \| Spielbericht \|                     | England | Aufstellung Dänemark gegen England |
| Dänemark                                                        | Peter Schmeichel – Lars Olsen – Kent Nielsen, Kim Christofte – John Sivebæk, Kim Vilfort, John Jensen, Brian Laudrup, Henrik Andersen – Bent Christensen, Flemming Povlsen Cheftrainer: Richard Møller Nielsen | Chris Woods – Keith Curle (62. Tony Daley), Martin Keown, Des Walker, Stuart Pearce – Trevor Steven, Carlton Palmer, David Platt, Paul Merson (71. Neil Webb) – Gary Lineker , Alan Smith Cheftrainer: Graham Taylor | England | Aufstellung Dänemark gegen England |
| Dänemark                                                        | Sivebæk (83.) | Keown (7.), Curle (9.), Daley (67.) | England | Aufstellung Dänemark gegen England |
| 1. Gruppenspieltag                                              | | |         |                                    |
| Donnerstag, 11. Juni 1992 um 20:15 Uhr in Malmö (Malmö Stadion) | | |         |                                    |
| Zuschauer: 26.400                                               | | |         |                                    |
| Schiedsrichter: John Blankenstein ( Niederlande)                | | |         |                                    |
| Spielbericht                                                    | | |         |                                    |

## England – Frankreich 0:0
| England                                                      | England | Frankreich | Frankreich | Aufstellung                          |
| ------------------------------------------------------------ | --- | --- | ---------- | ------------------------------------ |
| England                                                      | \| 2. Gruppenspieltag \| \| Sonntag, 14. Juni 1992 um 17:15 Uhr in Malmö (Malmö Stadion) \| \| Zuschauer: 26.500 \| \| Schiedsrichter: Sándor Puhl ( Ungarn) \| \| Spielbericht \|    | \| 2. Gruppenspieltag \| \| Sonntag, 14. Juni 1992 um 17:15 Uhr in Malmö (Malmö Stadion) \| \| Zuschauer: 26.500 \| \| Schiedsrichter: Sándor Puhl ( Ungarn) \| \| Spielbericht \|                                                                            | Frankreich | Aufstellung England gegen Frankreich |
| England                                                      | Chris Woods – Martin Keown, Carlton Palmer, Des Walker – David Batty, Trevor Steven, David Platt, Andy Sinton, Stuart Pearce – Gary Lineker , Alan Shearer Cheftrainer: Graham Taylor | Bruno Martini – Laurent Blanc – Basile Boli, Bernard Casoni – Manuel Amoros , Didier Deschamps, Luis Fernández (76. Christian Perez), Franck Sauzée (46. Jocelyn Angloma), Jean-Philippe Durand – Jean-Pierre Papin, Éric Cantona Cheftrainer: Michel Platini | Frankreich | Aufstellung England gegen Frankreich |
| England                                                      | Batty (69.) | Fernández (31.) | Frankreich | Aufstellung England gegen Frankreich |
| 2. Gruppenspieltag                                           | | |            |                                      |
| Sonntag, 14. Juni 1992 um 17:15 Uhr in Malmö (Malmö Stadion) | | |            |                                      |
| Zuschauer: 26.500                                            | | |            |                                      |
| Schiedsrichter: Sándor Puhl ( Ungarn)                        | | |            |                                      |
| Spielbericht                                                 | | |            |                                      |

## Schweden – Dänemark 1:0 (0:0)
| Schweden                                                      | Schweden | Dänemark | Dänemark | Aufstellung                         |
| ------------------------------------------------------------- | --- | --- | -------- | ----------------------------------- |
| Schweden                                                      | \| 2. Gruppenspieltag \| \| Sonntag, 14. Juni 1992 um 20:15 Uhr in Solna (Råsundastadion) \| \| Zuschauer: 29.900 \| \| Schiedsrichter: Aron Schmidhuber ( Deutschland) \| \| Spielbericht \|                                                          | \| 2. Gruppenspieltag \| \| Sonntag, 14. Juni 1992 um 20:15 Uhr in Solna (Råsundastadion) \| \| Zuschauer: 29.900 \| \| Schiedsrichter: Aron Schmidhuber ( Deutschland) \| \| Spielbericht \|                                                         | Dänemark | Aufstellung Schweden gegen Dänemark |
| Schweden                                                      | Thomas Ravelli – Roland Nilsson, Jan Eriksson, Patrik Andersson, Joachim Björklund – Klas Ingesson, Jonas Thern , Stefan Schwarz, Anders Limpar (90. Magnus Erlingmark) – Tomas Brolin, Martin Dahlin (77. Johnny Ekström) Cheftrainer: Tommy Svensson | Peter Schmeichel – Lars Olsen – Kent Nielsen, Kim Christofte – John Sivebæk, Kim Vilfort, John Jensen (63. Henrik Larsen), Brian Laudrup, Henrik Andersen – Flemming Povlsen, Bent Christensen (51. Torben Frank) Cheftrainer: Richard Møller Nielsen | Dänemark | Aufstellung Schweden gegen Dänemark |
| Schweden                                                      | 1:0 Tomas Brolin (58.) | | Dänemark | Aufstellung Schweden gegen Dänemark |
| Schweden                                                      | Andersson (40.) | Andersen (14.) | Dänemark | Aufstellung Schweden gegen Dänemark |
| 2. Gruppenspieltag                                            | | |          |                                     |
| Sonntag, 14. Juni 1992 um 20:15 Uhr in Solna (Råsundastadion) | | |          |                                     |
| Zuschauer: 29.900                                             | | |          |                                     |
| Schiedsrichter: Aron Schmidhuber ( Deutschland)               | | |          |                                     |
| Spielbericht                                                  | | |          |                                     |

## England – Schweden 1:2 (1:0)
| England                                                        | England | Schweden | Schweden | Aufstellung                        |
| -------------------------------------------------------------- | --- | --- | -------- | ---------------------------------- |
| England                                                        | \| 3. Gruppenspieltag \| \| Mittwoch, 17. Juni 1992 um 20:15 Uhr in Solna (Råsundastadion) \| \| Zuschauer: 30.100 \| \| Schiedsrichter: José dos Santos ( Portugal) \| \| Spielbericht \|                        | \| 3. Gruppenspieltag \| \| Mittwoch, 17. Juni 1992 um 20:15 Uhr in Solna (Råsundastadion) \| \| Zuschauer: 30.100 \| \| Schiedsrichter: José dos Santos ( Portugal) \| \| Spielbericht \|                                     | Schweden | Aufstellung England gegen Schweden |
| England                                                        | Chris Woods – David Batty, Martin Keown, Des Walker, Stuart Pearce – Tony Daley, Neil Webb, Carlton Palmer, David Platt, Andy Sinton (76. Paul Merson) – Gary Lineker (62. Alan Smith) Cheftrainer: Graham Taylor | Thomas Ravelli – Roland Nilsson, Jan Eriksson, Patrik Andersson, Joachim Björklund – Klas Ingesson, Jonas Thern , Stefan Schwarz, Anders Limpar (46. Johnny Ekström) – Tomas Brolin, Martin Dahlin Cheftrainer: Tommy Svensson | Schweden | Aufstellung England gegen Schweden |
| England                                                        | 1:0 David Platt (4.) | 1:1 Jan Eriksson (51.) 1:2 Tomas Brolin (82.) | Schweden | Aufstellung England gegen Schweden |
| England                                                        | Daley (10.), Webb (81.) | Andersson (43.), Schwarz (69.), Björklund (70.) | Schweden | Aufstellung England gegen Schweden |
| 3. Gruppenspieltag                                             | | |          |                                    |
| Mittwoch, 17. Juni 1992 um 20:15 Uhr in Solna (Råsundastadion) | | |          |                                    |
| Zuschauer: 30.100                                              | | |          |                                    |
| Schiedsrichter: José dos Santos ( Portugal)                    | | |          |                                    |
| Spielbericht                                                   | | |          |                                    |

## Frankreich – Dänemark 1:2 (0:1)
| Frankreich                                                    | Frankreich | Dänemark | Dänemark | Aufstellung                           |
| ------------------------------------------------------------- | --- | --- | -------- | ------------------------------------- |
| Frankreich                                                    | \| 3. Gruppenspieltag \| \| Mittwoch, 17. Juni 1992 um 20:15 Uhr in Malmö (Malmö Stadion) \| \| Zuschauer: 25.673 \| \| Schiedsrichter: Hubert Forstinger ( Österreich) \| \| Spielbericht \|                                                                    | \| 3. Gruppenspieltag \| \| Mittwoch, 17. Juni 1992 um 20:15 Uhr in Malmö (Malmö Stadion) \| \| Zuschauer: 25.673 \| \| Schiedsrichter: Hubert Forstinger ( Österreich) \| \| Spielbericht \|                                                         | Dänemark | Aufstellung Frankreich gegen Dänemark |
| Frankreich                                                    | Bruno Martini – Laurent Blanc – Basile Boli, Bernard Casoni – Manuel Amoros , Didier Deschamps, Christian Perez (79. Christophe Cocard), Jean-Philippe Durand, Pascal Vahirua (46. Luis Fernández) – Éric Cantona, Jean-Pierre Papin Cheftrainer: Michel Platini | Peter Schmeichel – Lars Olsen – Kim Christofte, Kent Nielsen (61. Torben Piechnik) – John Sivebæk, John Jensen, Brian Laudrup (66. Lars Elstrup), Henrik Larsen, Henrik Andersen – Flemming Povlsen, Torben Frank Cheftrainer: Richard Møller Nielsen | Dänemark | Aufstellung Frankreich gegen Dänemark |
| Frankreich                                                    | 1:1 Jean-Pierre Papin (60.) | 0:1 Henrik Larsen (8.) 1:2 Lars Elstrup (78.) | Dänemark | Aufstellung Frankreich gegen Dänemark |
| Frankreich                                                    | Casoni (15.), Perez (32.), Boli (38.), Deschamps (73.) | Povlsen (14.), Frank (45.) | Dänemark | Aufstellung Frankreich gegen Dänemark |
| 3. Gruppenspieltag                                            | | |          |                                       |
| Mittwoch, 17. Juni 1992 um 20:15 Uhr in Malmö (Malmö Stadion) | | |          |                                       |
| Zuschauer: 25.673                                             | | |          |                                       |
| Schiedsrichter: Hubert Forstinger ( Österreich)               | | |          |                                       |
| Spielbericht                                                  | | |          |                                       |